# Чемпіонат світу з трейлу
Чемпіонат світу з трейлу — єдине глобальне змагання з бігу по пересіченій місцевості, яке упродовж 2007-2019 проводилося Міжнародною асоціацією ультрамарафонців та Міжнародною асоціацією трейлового бігу. До 2015 року змагання проводились раз на два роки, а починаючи з 2015 року — проводилися щорічно.
Після першості 2019 року, окремий чемпіонат світу з трейлу був скасований, а наступні чемпіони світу з трейлу визначатимуться в межах об'єднаного чемпіонату світу з гірського та трейлового бігу, перший з яких запланований на 2022 рік.

## Чемпіонати
| № | Рік  | Місто (місцевість) | Країна          | Дати проведення | Дистанція | Фінішувало (чоловіків+жінок) |
| - | ---- | ------------------ | --------------- | --------------- | --------- | ---------------------------- |
| 1 | 2007 | Гантсвіль          | США             | 8 грудня        | 80,5 км   | 172 (128+44)                 |
| 2 | 2009 | Серр-Шевальє       | Франція         | 12 липня        | 68 км     | 46 (32+14)                   |
| 3 | 2011 | Коннемара          | Ірландія        | 9 липня         | 71,5 км   | 98 (68+30)                   |
| 4 | 2013 | Ланруст            | Велика Британія | 6 липня         | 75 км     | 99 (53+46)                   |
| 5 | 2015 | Ансі               | Франція         | 30 травня       | 84 км     | 229 (144+75)                 |
| 6 | 2016 | Брага              | Португалія      | 29 жовтня       | 85 км     | 203 (119+84)                 |
| 7 | 2017 | Бадя Праталья      | Італія          | 10 червня       | 50 км     | 239 (138+101)                |
| 8 | 2018 | Пеньяголоса        | Іспанія         | 12 травня       | 85,3 км   | 263 (159+104)                |
| 9 | 2019 | Міранда-ду-Корву   | Португалія      | 8 червня        | 44 км     |                              |

## Медальний залік
- Інформація наведена по чемпіонат світу 2019 включно.
- Враховані лише медалі, отримані в індивідуальному заліку.

| Місце | Країна          | Золото | Срібло | Бронза | Загалом |
| ----- | --------------- | ------ | ------ | ------ | ------- |
| 1     | Франція         | 9      | 5      | 6      | 20      |
| 2     | Іспанія         | 3      | 5      | 2      | 10      |
| 3     | Велика Британія | 2      | 1      | 4      | 7       |
| 4     | Італія          | 1      | 1      | 2      | 4       |
| 5     | Нідерланди      | 1      | 0      | 1      | 2       |
| 6     | Японія          | 1      | 0      | 0      | 1       |
| 6     | Польща          | 1      | 0      | 0      | 1       |
| 8     | Німеччина       | 0      | 1      | 1      | 2       |
| 9     | Бельгія         | 0      | 1      | 0      | 1       |
| 9     | Ірландія        | 0      | 1      | 0      | 1       |
| 9     | Непал           | 0      | 1      | 0      | 1       |
| 9     | Канада          | 0      | 1      | 0      | 1       |
| 9     | Нова Зеландія   | 0      | 1      | 0      | 1       |
| 14    | Люксембург      | 0      | 0      | 1      | 1       |
| 14    | Швейцарія       | 0      | 0      | 1      | 1       |

## Мультимедалісти
- Інформація наведена по чемпіонат світу 2019 включно.

| Атлет                       | 1 | 2 | 3 | Загалом |
| --------------------------- | - | - | - | ------- |
| Луіс Альберто Ернандо (ESP) | 2 | 1 | 0 | 3       |
| Сільвен Кур (FRA)           | 1 | 0 | 1 | 2       |
| Крістофер Клементе (ESP)    | 0 | 2 | 0 | 2       |
| Жюльєн Ранкон (FRA)         | 0 | 1 | 1 | 2       |
| Патрік Брінже (FRA)         | 0 | 0 | 2 | 2       |

| Атлетка              | 1 | 2 | 3 | Загалом |
| -------------------- | - | - | - | ------- |
| Наталі Моклер (FRA)  | 2 | 0 | 0 | 2       |
| Сесілія Мора (ITA)   | 1 | 1 | 0 | 2       |
| Каролін Шаверо (FRA) | 1 | 1 | 0 | 2       |
| Рагна Дебац (NLD)    | 1 | 0 | 1 | 2       |